# Irfan Najeeb
Irfan Najeeb (* 31. Juli 1999 in Singapur), mit vollständigen Namen Mohammad Irfan bin Mohammad Najeeb, ist ein singapurischer Fußballspieler.

## Karriere

### Verein
Irfan Najeeb erlernte das Fußballspielen in der Jugendmannschaft der National Football Academy. Seinen ersten Vertrag unterschrieb er am 1. Januar 2018 bei den Tampines Rovers. Der Verein spielte in der ersten Liga, der Singapore Premier League. In seiner ersten Saison bestritt er 16 Erstligaspiele. 2019 wechselte er zu den ebenfalls in der ersten Ligas spielenden Young Lions. Die Young Lions sind eine U23-Mannschaft, die 2002 gegründet wurde. In der Elf spielen U23-Nationalspieler und auch Perspektivspieler. Ihnen soll die Möglichkeit gegeben werden, Spielpraxis in der ersten Liga, der Singapore Premier League, zu sammeln. Für die Lions stand er 13-mal auf dem Spielfeld. Von Januar 2020 bis Ende Oktober 2020 leistete er seinen Militärdienst. Nach dem Wehrdienst kehrte er am 25. Oktober 2020 zu den Young Lions zurück. Im Januar 2021 unterschrieb er einen Vertrag bei den ebenfalls in der ersten Liga spielenden Tampines Rovers.

### Nationalmannschaft
Irfan Najeeb spielt seit 2023 für die Nationalmannschaft von Singapur. Sein Debüt gab er am 23. März 2023 in einem Freundschaftsspiel gegen Hongkong. Bei dem 1:1-Unentschieden stand er in der Startelf und spielte die kompletten 90 Minuten.

## Sonstiges
Irfan Najeeb ist der Neffe des ehemaligen Nationalspielers Shahril Ishak.